# گمینا یابووننا (استان لوبلین)
گمینا یابووننا (استان لوبلین) (به لهستانی:  Gmina Jabłonna) یک گمینا در لهستان است که در شهرستان لوبلین واقع شده‌است. گمینا یابووننا ۱۳۰٫۹۸ کیلومتر مربع مساحت و ۷٬۹۶۳ نفر جمعیت دارد.